# Serraca concursaria
Serraca concursaria là một loài bướm đêm trong họ Geometridae.